# Ernest-Frédéric de Saxe-Cobourg-Saalfeld
Ernest-Frédéric de Saxe-Cobourg-Saalfeld, né le 8 mars 1724 à Saalfeld et mort le 8 septembre 1800 à Cobourg, est duc de Saxe-Cobourg-Saalfeld de 1764 à sa mort.

## Biographie
Fils de François-Josias de Saxe-Cobourg-Saalfeld et d'Anne-Sophie de Schwarzbourg-Rudolstadt, il épouse en 1749 Sophie-Antoinette de Brunswick-Wolfenbüttel, fille de Ferdinand Albert II de Brunswick-Wolfenbüttel (Maison de Brunswick) et cousine utérine de l'impératrice Marie-Thérèse. Sept enfants sont nés de cette union :
- François de Saxe-Cobourg-Saalfeld, duc de Saxe-Cobourg-Saalfeld ;
- Charles de Saxe-Cobourg-Saalfeld (1751-1757) ;
- Frédérique de Saxe-Cobourg-Saalfeld (1752-1752) ;
- Caroline de Saxe-Cobourg-Saalfeld (de) (1753-1829), entrée dans les ordres ;
- Louis de Saxe-Cobourg-Saalfeld (1755-1806) ;
- Ferdinand de Saxe-Cobourg-Saalfeld (1756-1758) ;
- Frédéric de Saxe-Cobourg-Saalfeld (1758-1758).

Ernest-Frédéric de Saxe-Cobourg-Saalfeld appartient à la Maison ducale de Saxe-Cobourg-Saalfeld appartenant à la cinquième branche de la maison de Wettin. Cette lignée appartient à la branche ernestine fondée par Ernest de Saxe.
Ernest-Frédéric de Saxe-Cobourg-Saalfeld est le grand-père de Léopold Ier, l'arrière-grand-père du prince Albert de Saxe-Cobourg-Gotha et de la reine Victoria.